# 林福成
林福成（生卒年不詳），廣東佛山人，清末武術家，廣東十虎之一梁坤(鐵橋三)之徒弟。

## 生平
歷史上對林福成記載之資料極少，以下為林福成之生平。
1871年(同治10年)，黃飛鴻仗義搭救梁坤(鐵橋三)的大弟子林福成，林為了報恩，將師傅真傳的洪拳中最難上手的鐵線拳和飛砣絕技傳授給黃飛鴻，得到了名師林福成指點後技擊大進。

## 人物關係
- 林福成為廣東十虎之一梁坤(鐵橋三)之徒弟[4]
- 林福成傳授鐵線拳與雙飛鉈給黃飛鴻[2]
- 林福成又收林世榮為徒[5]

  - 即黃飛鴻及林世榮兩師徒亦同時為林福成徒弟

## 武藝
- 洪拳
  - 鐵線拳
  - 雙飛鉈

## 影視作品

### 電影
- 1979年香港電影《廣東十虎與後五虎》中"廣東後五虎"之一，由錢小豪飾演。[6]